# Adelphobates
Adelphobates é um gênero de anfíbios da família Dendrobatidae.
As seguintes espécies são reconhecidas:
- Adelphobates castaneoticus (Caldwell & Myers, 1990)
- Adelphobates galactonotus (Steindachner, 1864)
- Adelphobates quinquevittatus (Steindachner, 1864)